# 簡佩玲
簡 佩玲（チェン・ペイリン、1969年 - ）は、台湾桃園県出身の作家、写真家。猫をテーマとした写真で知られ、インターネット上では「猫夫人」あるいは「猫博士夫人」と自称している。

## 人物
実践家政専科学校（現在の実践大学）家政科を卒業し音楽教師としてピアノを教えていた。自分の子供が生まれたときには育児の必要から13匹もいた飼猫を友人に預けたという。2007年に夫が経営する動物病院のウェブサイトに載せるために新北市瑞芳区光復里（猴硐駅附近）へ行き、100匹以上の野良猫を撮影した。そして光復里の野良猫に関して環境整備あるいは医療や避妊・去勢の問題に取り組む猫愛好家のボランティアを募り、猫を捨てないようにとも呼びかけた。これがメディアで報道されるようになると光復里を猫愛好家が多く訪れるようになった。さらに新北市の農業局動物検疫防疫所や観光局とも協力した結果、光復里は猴硐猫村として観光名所になった。野良猫は100匹近くと多数であるため論争や問題を引き起こし、有名になったがための捨て猫の問題や、2012年には猫ジステンパーの大流行で猫大量死もあった。
この他、新北市三重区にある義天宮にも多くの野良猫がいる。簡佩玲が自著のおまけとして義天宮の許諾を得て製作した「猫御守」もある。

## 著作
- 李鴻祥、簡佩玲、蘇毓郁『石頭猫幸福物語』麦浩斯資訊、2005年11月 ISBN 978-986-786981-4
- 猫夫人『猴硐：猫城物語』猫頭鷹、2010年7月 ISBN 978-986-12-0182-5
- GSMBOY、李雪莉、猫夫人、佶子熊『DSLR愛女生』猫頭鷹、2010年10月 ISBN 978-986-1202-55-6
- 猫夫人『台湾這裡有猫』脚ㄚ文化、2011年5月 ISBN 978-986-7637-67-3（天野健太郎による日本語訳あり：『猫楽園』イースト・プレス、2013年6月 ISBN 978-4-7816-1008-5）
- 猫夫人『台湾這裡猫当家』木馬文化、2011年11月 ISBN 978-986-6200-16-8
- 猫夫人『猫散歩 Cat Walk』凱特文化創意、2013年1月 ISBN 978-986-5882-06-8

## 受賞
- 日本の田代島で毎年開催されているにゃんフォトコンテストで2009年度金猫大賞（最優秀賞）[3]。
- 2014年3月24日に台湾人として初めてアメリカのYahoo!トップページの特集の写真家となった[4]。

## 家庭
既婚。夫の林政毅（自称「猫博士」）は台北市にある中山動物医院の院長。一男一女。現住所は新北市三重区。